# 성문밖학교
성문밖학교(SMB School)는 경기도 광주시 남한산성면에 있는 사립 중학교/고등학교이다.

## 학교 연혁

### 2011년
- 성문밖학교 개교

### 2012년
- 어린이의약품지원본부 홍보대사 위촉

### 2013년
- 성남 ‘전통시장 지신밟기 행사’ 주관(성남 농산물시장)
- 4제1회 성남 시장배 택견대회 참가
- 몽골 자글랸학교, 뉴에라학교와의 양해각서 체결

### 2014년
- '제16회 전국 택견 연합 회장기' 택견대회참가

### 2015년
- 광주시 청소년수련관 청소년활동 발대식

### 2016년
- 꿈의 학교 개교(남한산 산촌살림터)
- 중등부 1,2학년 몽골 자글란학교 인터네셔널 캠프 참가